# کارلایل، کامبریا
کارلایل (به انگلیسی: Carlisle) یک شهر در شهرستان کامبریا، انگلستان است. این شهر ۷۵٬۳۰۶ نفر جمعیت دارد.

## نگارخانه

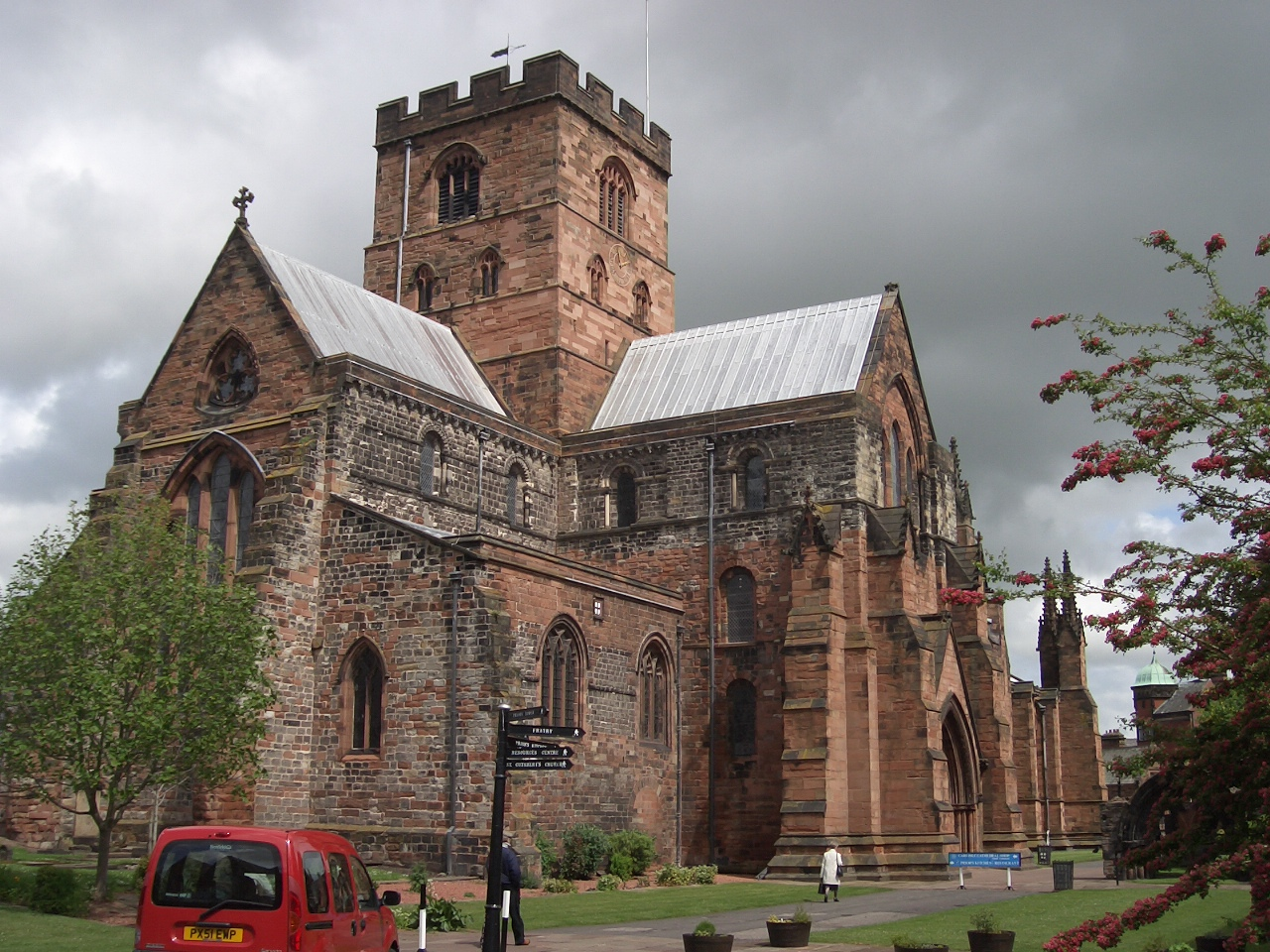
کلیسای جامع کارلایل
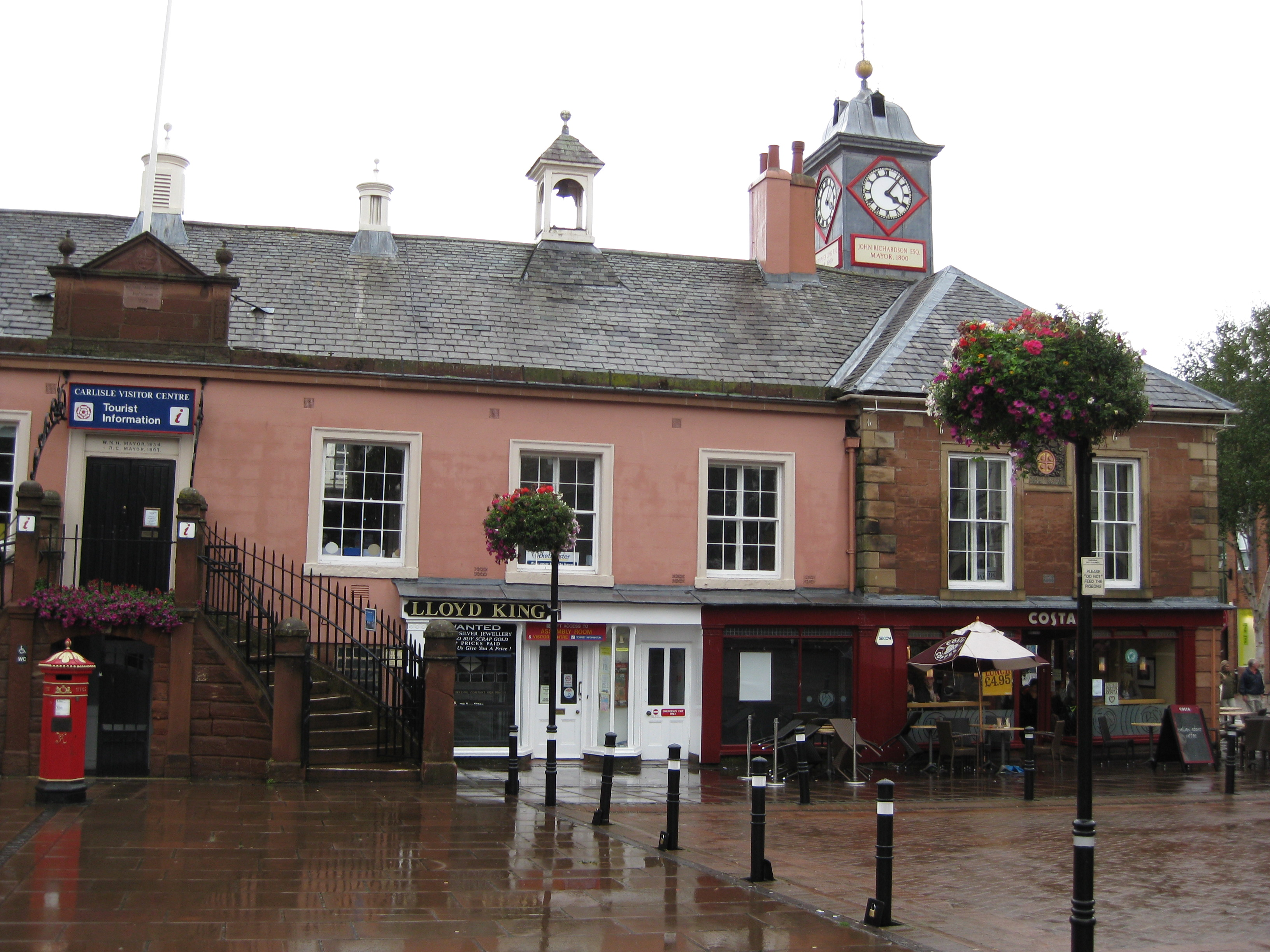
تالار قدیمی شهر ۱۶۶۸-۶۹ با توسعه سال ۱۷۱۷
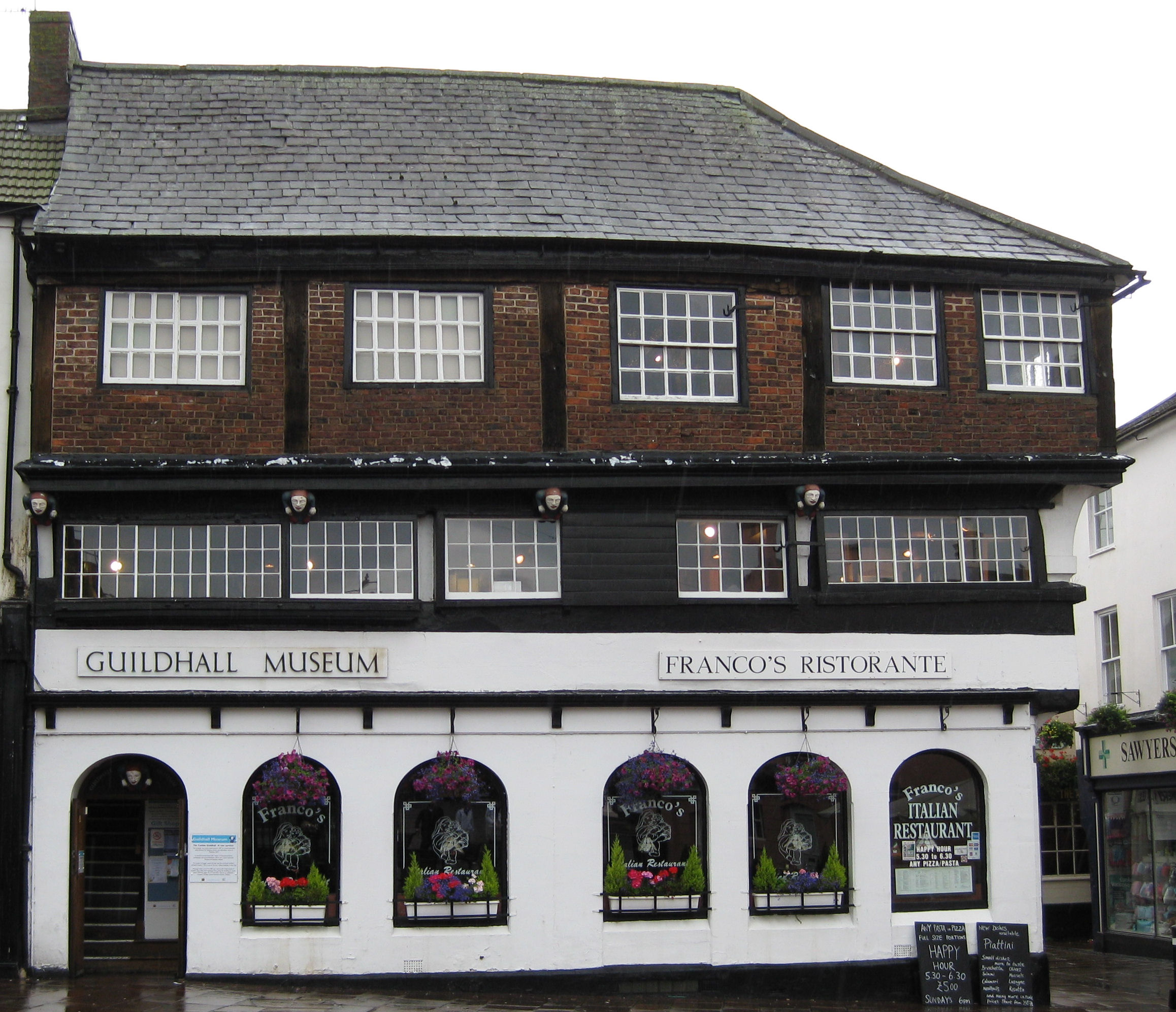
موزه گیلدهال ۱۴۰۷
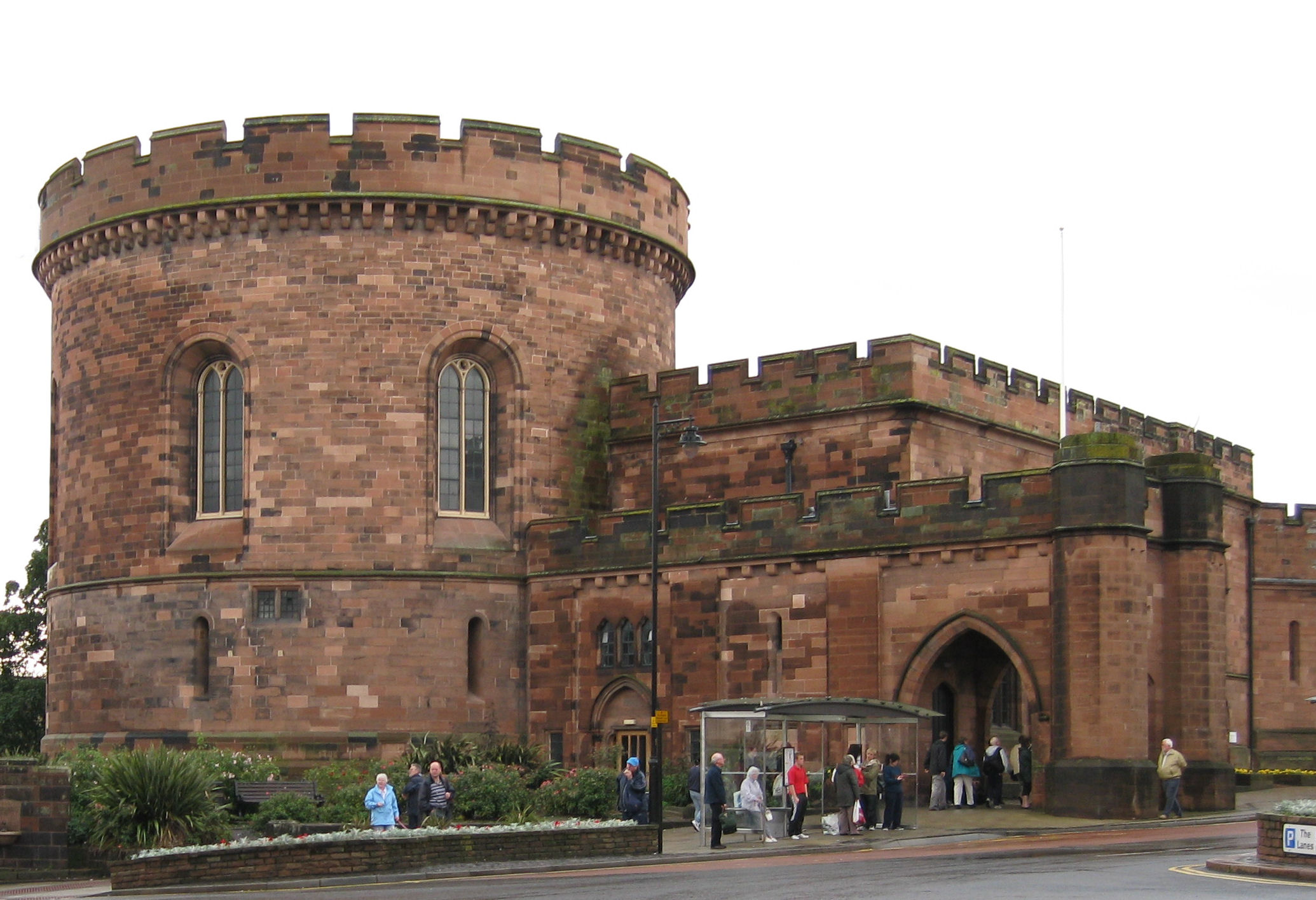
دژ ۱۸۱۰
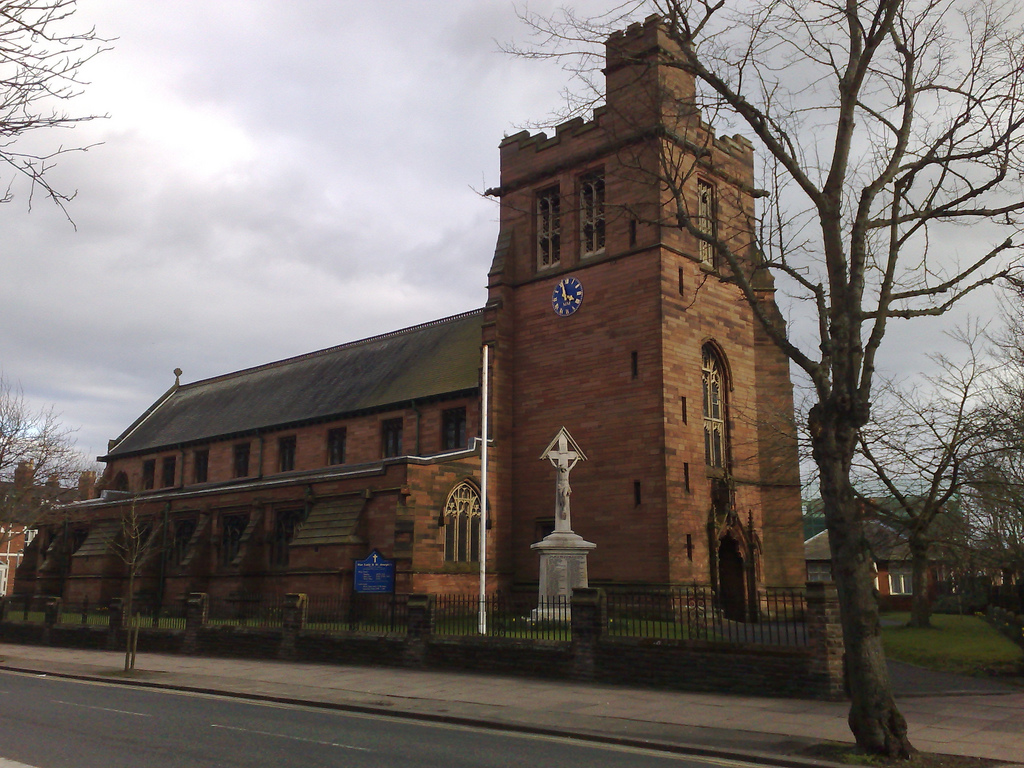
کلیسای بانوی ما و سنت جوزف کارلایل